# Simmer
«Simmer» — дебютный сольный сингл американской певицы, вокалистки рок-группы Paramore Хейли Уильямс с её грядущего первого сольного альбома Petals for Armor, выход которого запланирован на 8 мая 2020 года. Сингл был издан 22 января 2020 года лейблом Atlantic Records.

## Информация о песне
В свой день рождения в декабре 2019 года Хейли Уильямс объявила о том, что выпустит «на пробу» свою новую сольную работу в январе 2020 года. После нескольких тизеров в мрачных тонах с изображениями человека, бегущего в лесу, 20 января певица обнародовала название песни.
Видеоклип к песне вышел совместно с синглом 22 января, режиссёром стал Уоррен Фу. В клипе обнажённая Хейли Уильямс убегает в лесу от таинственной фигуры, которая в конце оказывается самой Уильямс. В отзыве на сайте Vulture «Simmer» охарактеризовали как «мини фильм ужасов» в стиле Хижины в лесу.

## Критика
В отзыве сайта Pitchfork отмечено отсутствие «искажённых грохочущих гитар», вместо которых акценты расставлены на арф и вокальных гармониях; «как и первый трек Paramore „Decode“, „ Simmer“ создаёт настроение и задаёт некоторые смутные риторические вопросы, но слишком часто кажется, что эту историю можно отнести к кому угодно».

## Чарты
| Чарт (2020)                                  | Высшая позиция |
| -------------------------------------------- | -------------- |
| Шотландия (OCC Scotland)                     | 54             |
| Великобритания (OCC UK Singles Downloads)    | 47             |
| США (Billboard Hot Rock & Alternative Songs) | 7              |
| США (Billboard Rock & Alternative Airplay)   | 30             |